# Deutsch Kaltenbrunn
Deutsch Kaltenbrunn è un comune austriaco di 1 718 abitanti nel distretto di Jennersdorf, in Burgenland; ha lo status di comune mercato (Marktgemeinde).

## Geografia
Le comuni catastali sono Deutsch Kaltenbrunn e Rohrbrunn.